# Мечеть имени Пророка Исы
Мечеть имени Пророка Исы располагается на площади «Минутка» в Байсангуровском районе Грозного.

## История
Возведение мечети имени пророка Исы на площади «Минутка» в Грозном началось в 2020 году. Прототипом выступила мечеть гордость мусульман имени пророка Мухаммеда в городе Шали Чеченской Республики.
20 августа 2024 года в преддверии открытия мечети её посетил президент Российской Федерации Владимир Путин. Он преподнёс в подарок для библиотеки мечети редкий экземпляр Корана.
23 августа 2024 года состоялось открытия мечети Исы (Иисус Христос в мусульманской традиции).

## Архитектура
Здание построено в стиле Средне-Азиатской архитектуры начала II тысячелетия. Окружено четырьмя порталами высотой 20 метров и четырьмя минаретами высотой 52 метра. Три портала являются входами в мечеть, четвёртый же выполняет функцию ориентира, указывающего направление на Каабу. Фасад отделан зелёным гранитом, украшен рисунками цветов из разноцветных камней и стихами Корана. Мечеть имеет два этажа и вмещает до пяти тысяч молящихся.

## Галерея

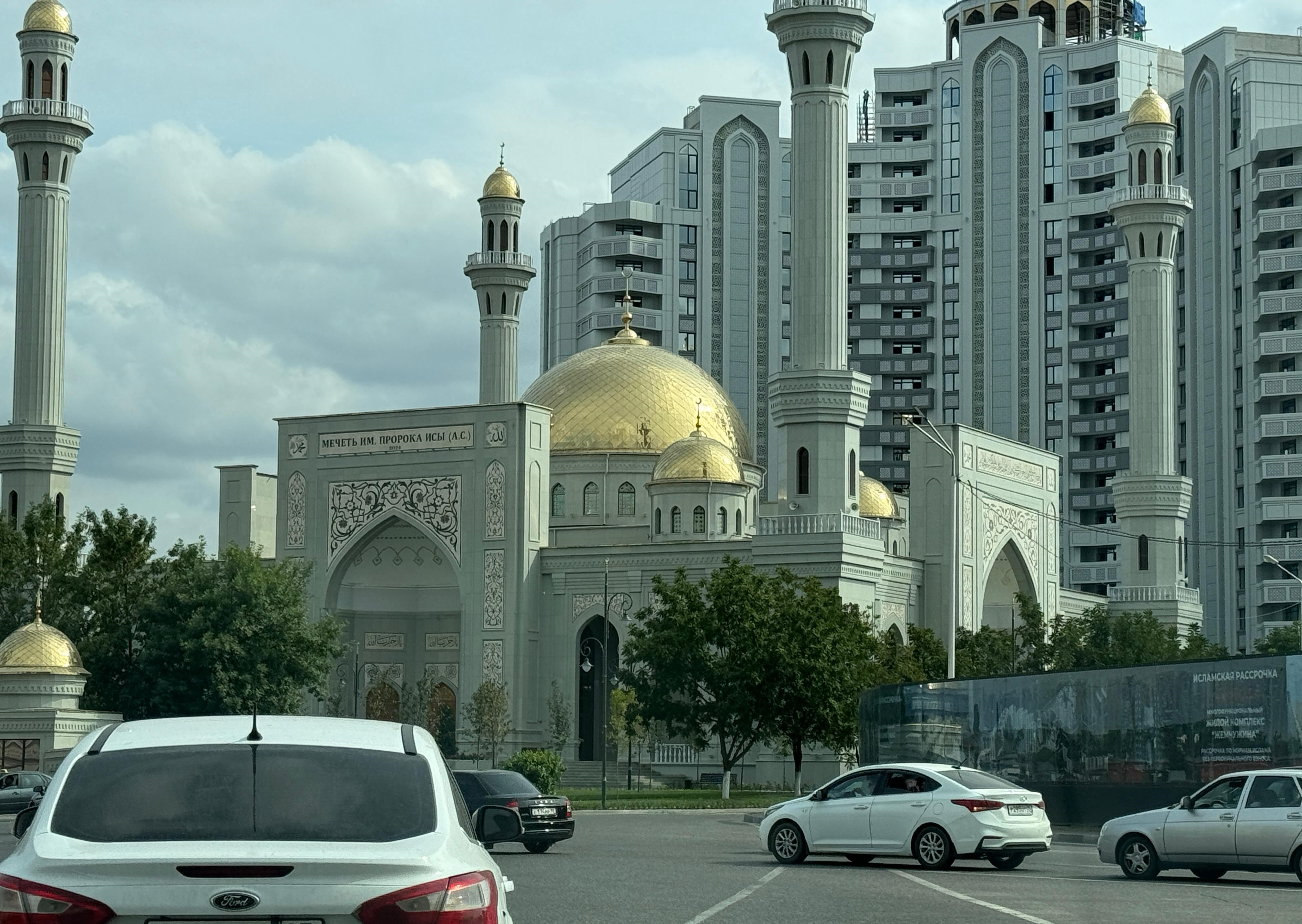
Общий вид
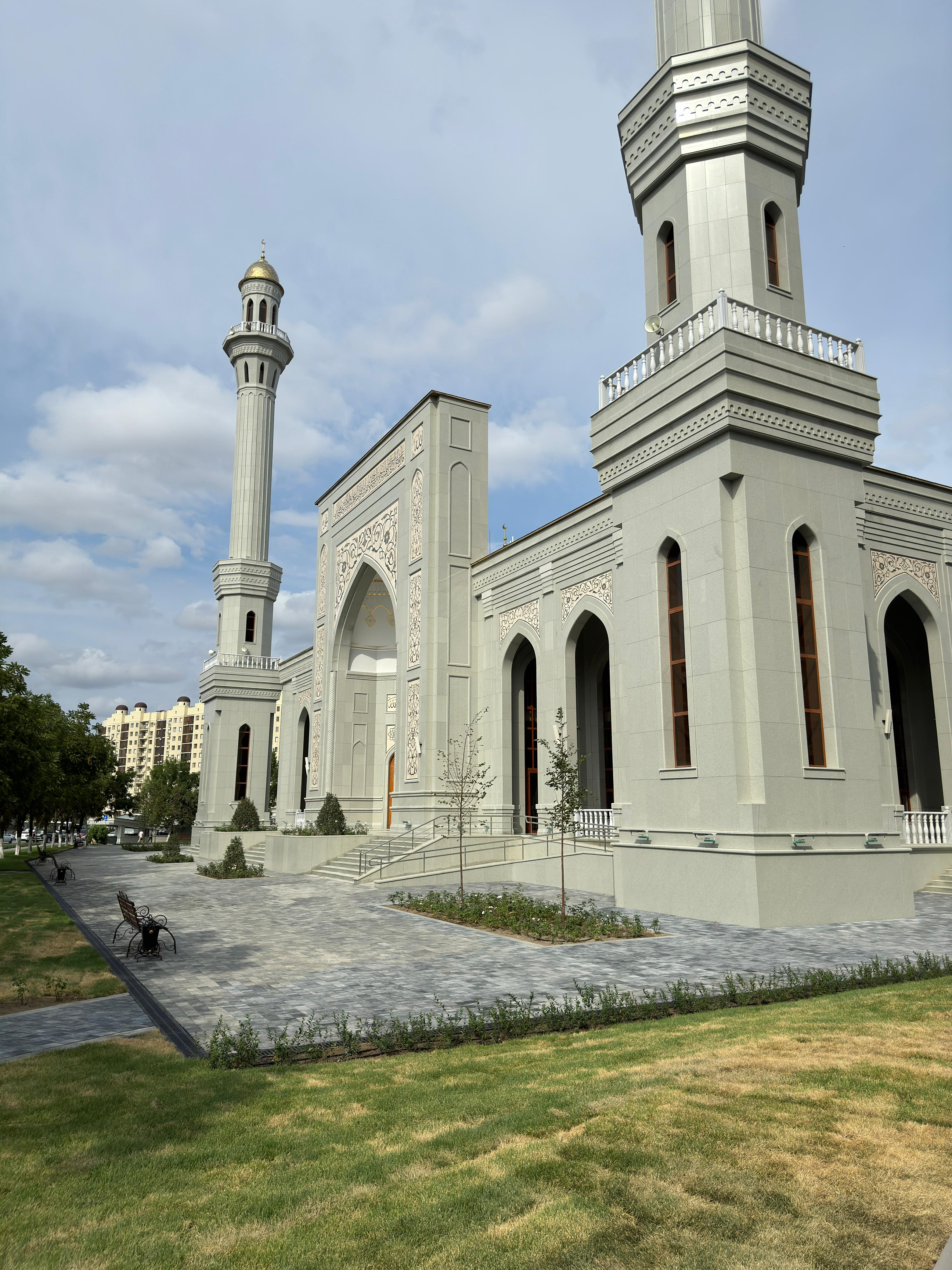
Минареты (архитектура)
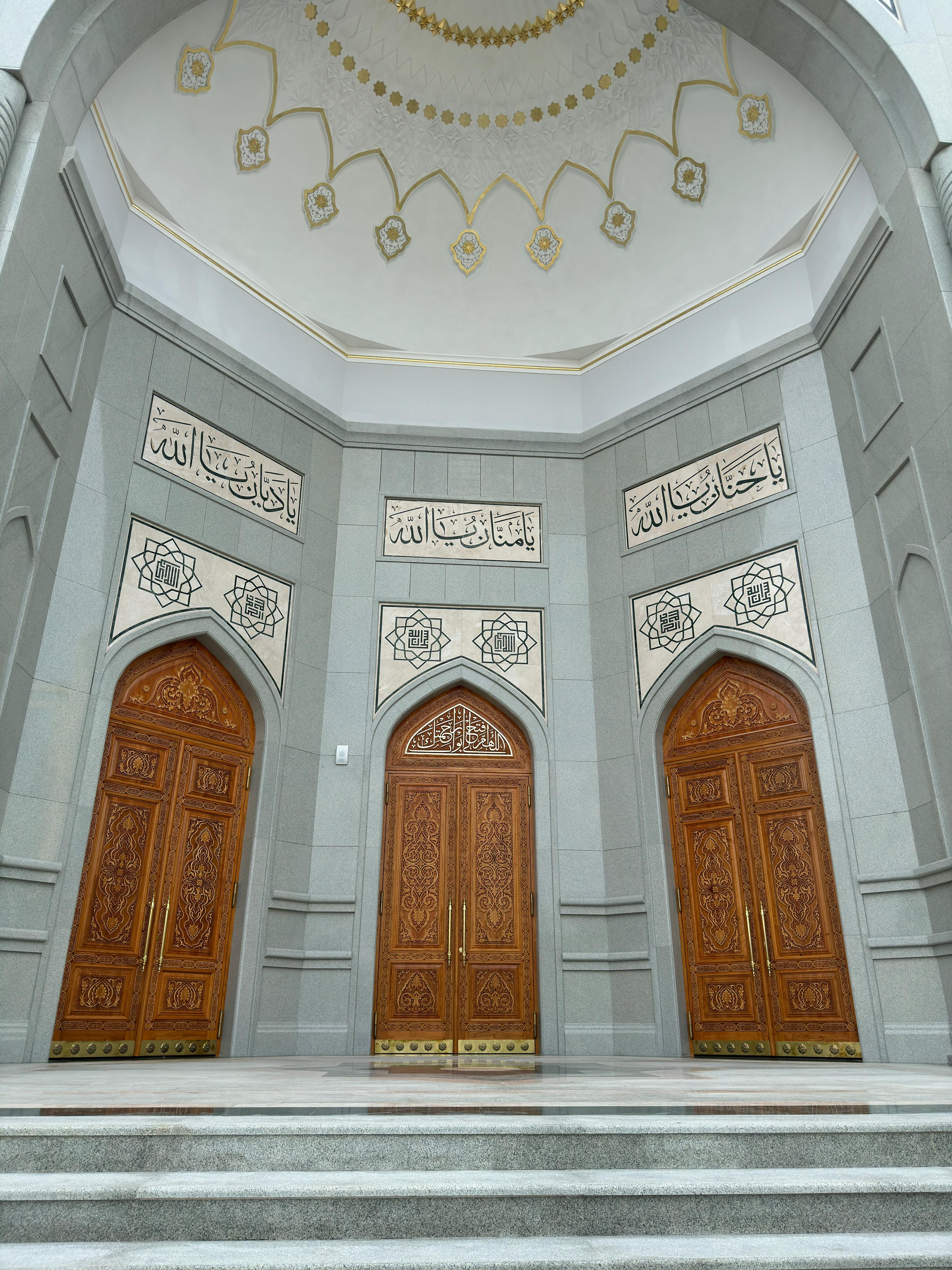
Портал
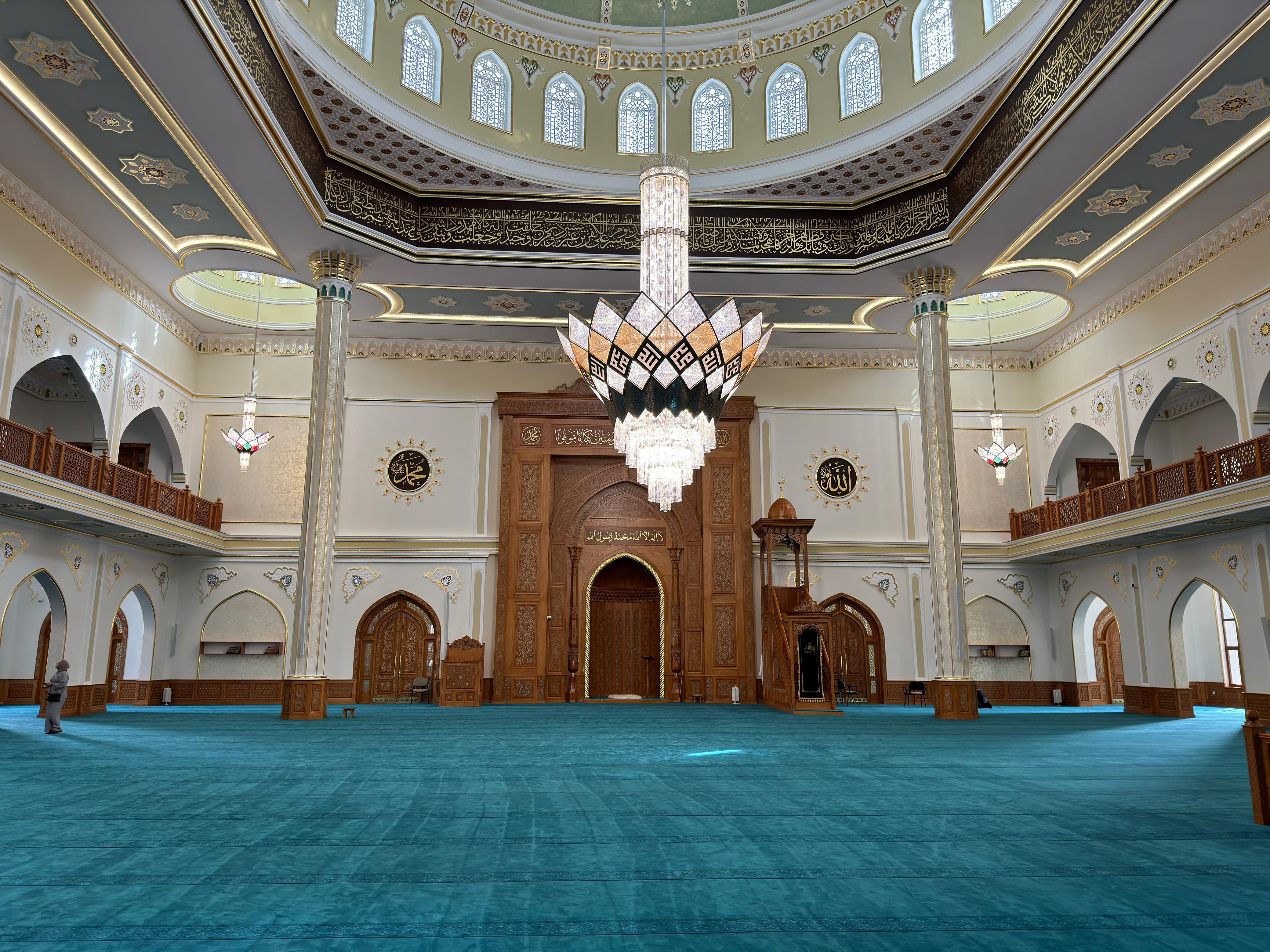
Центральный зал
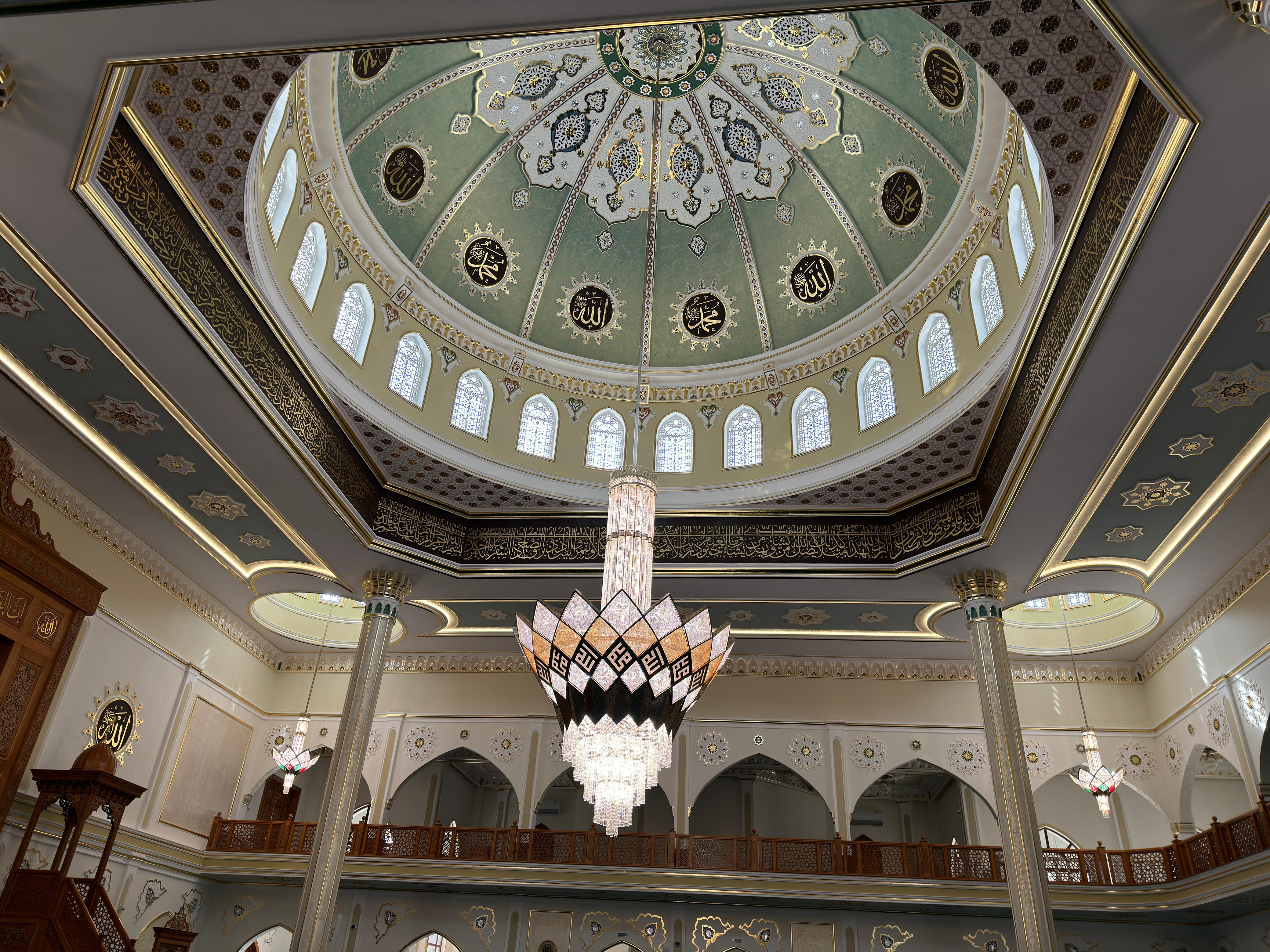
Главный купол
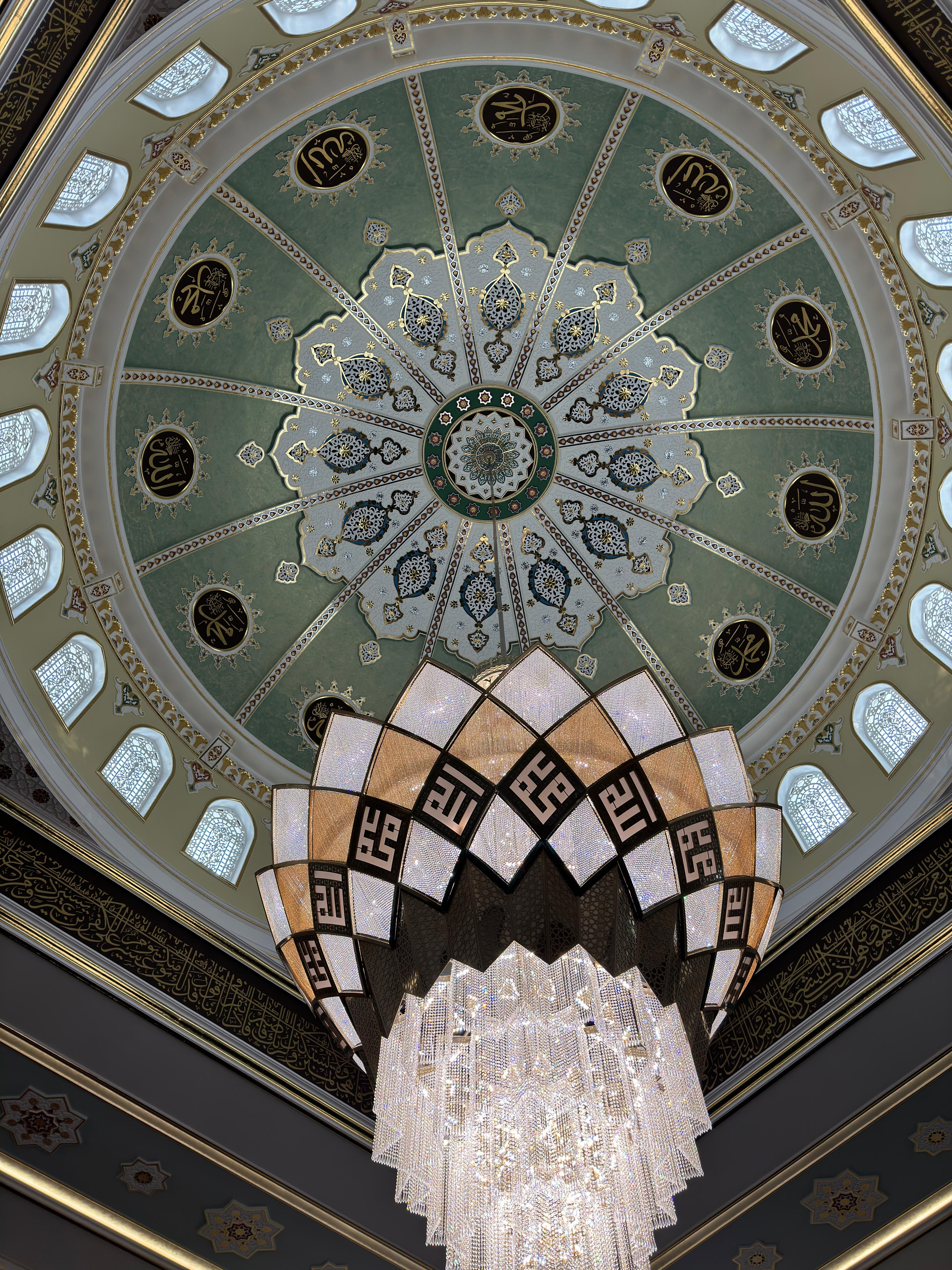
Люстра под куполом
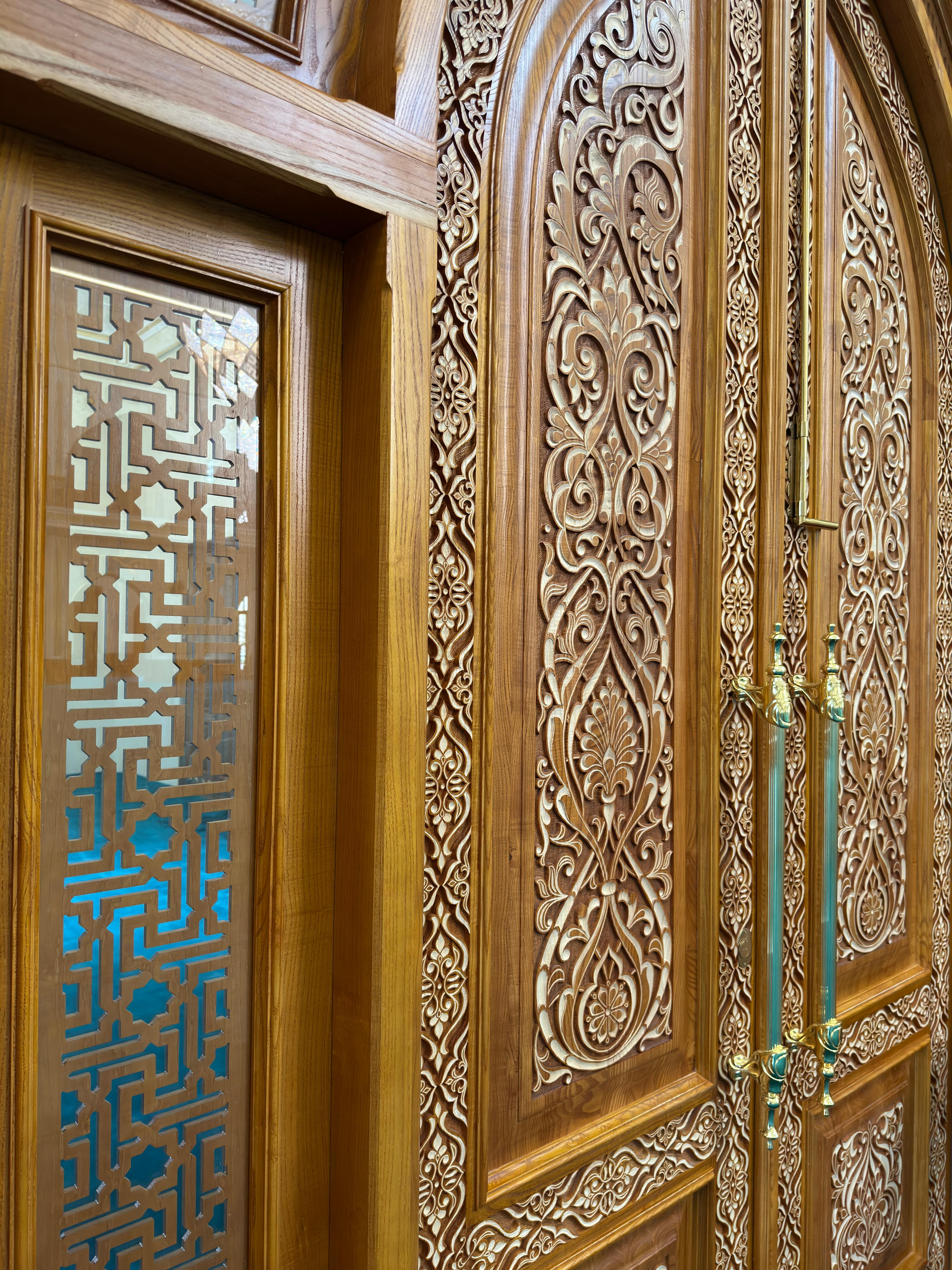
Элементы резного декора
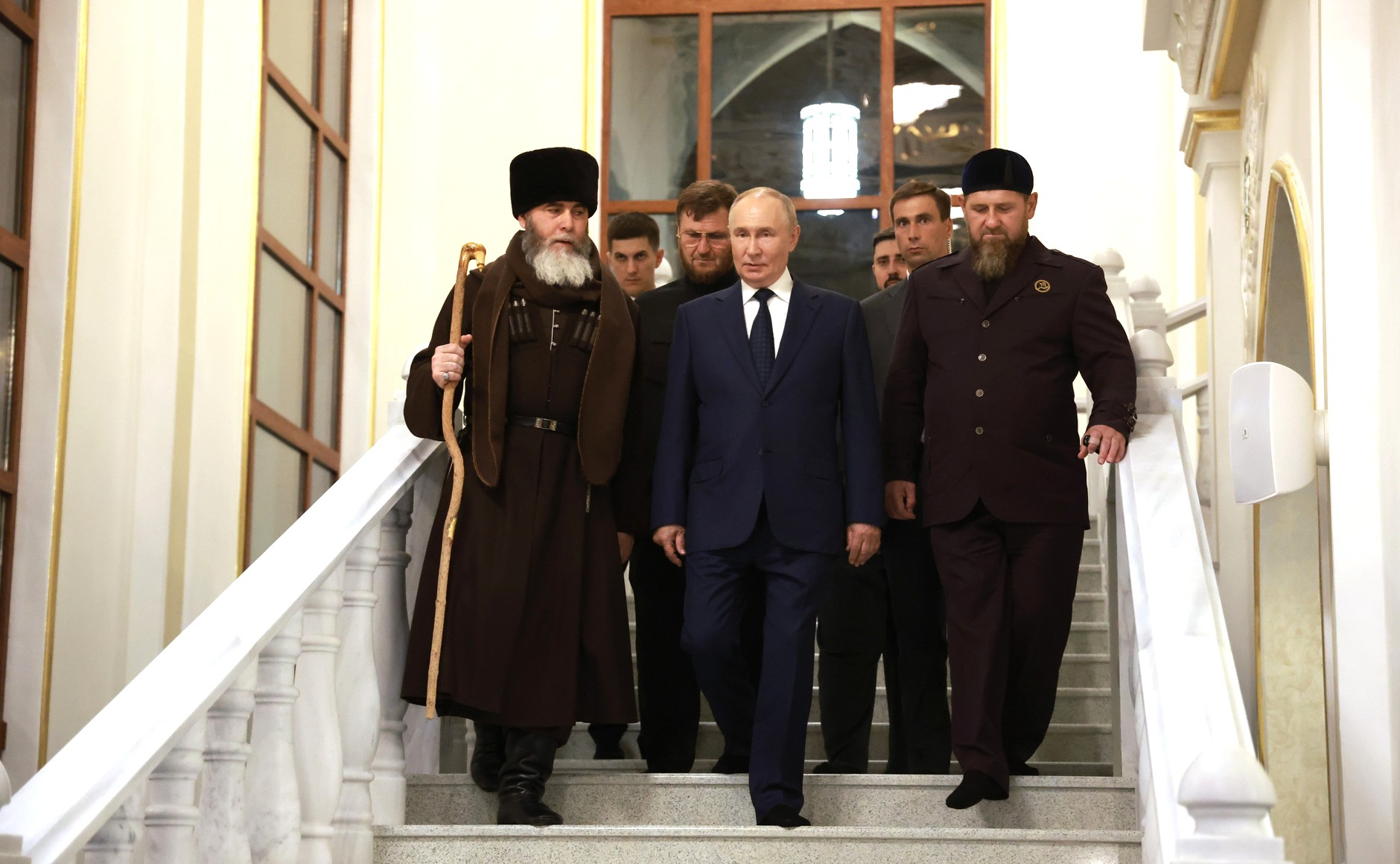
В. Путин, Р. Кадыров и С. Межиев (муфтий Чеченской Республики).
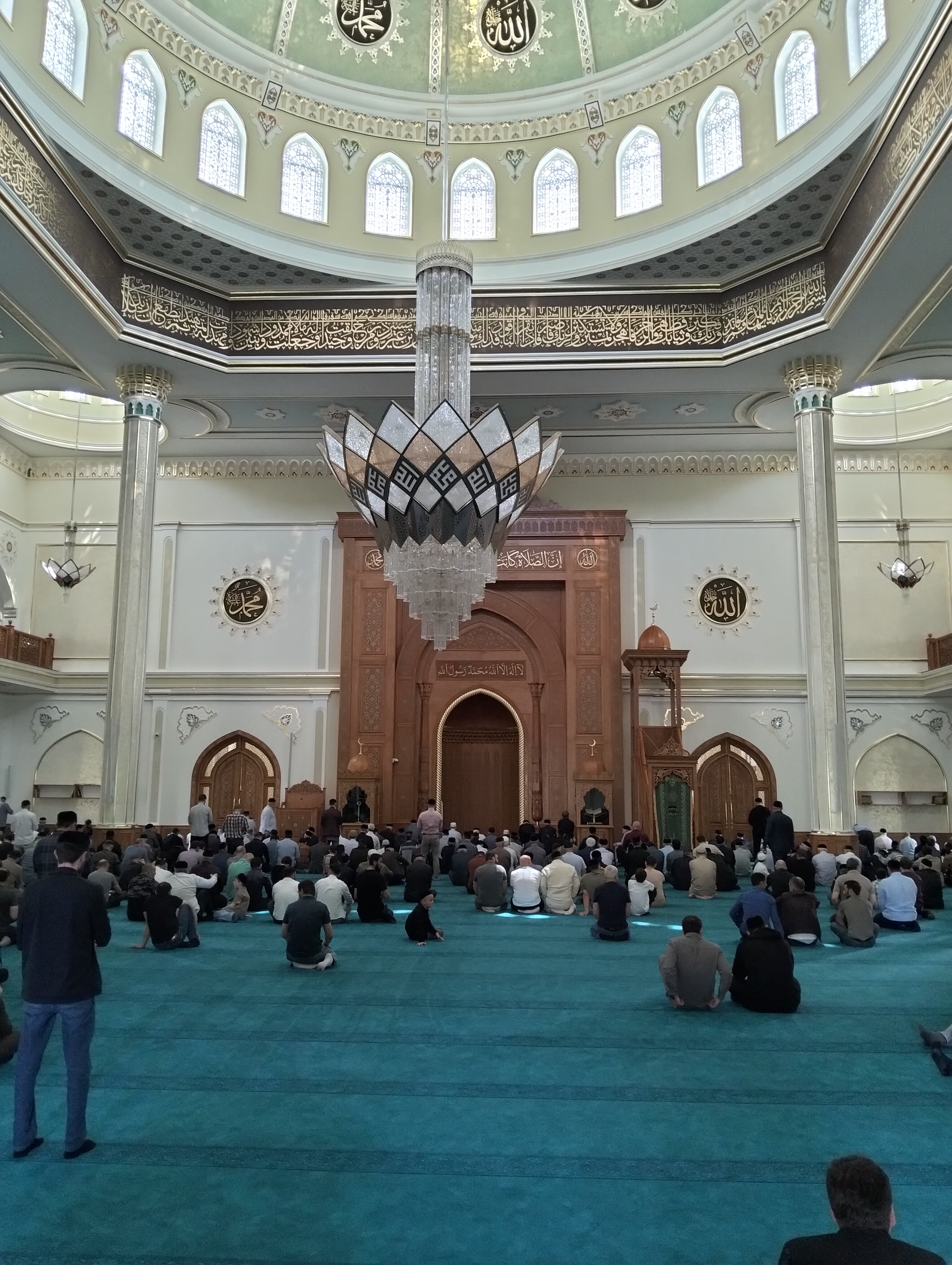
Джума-намаз (пятничная молитва 2025 год)